# Władysław Bobiński

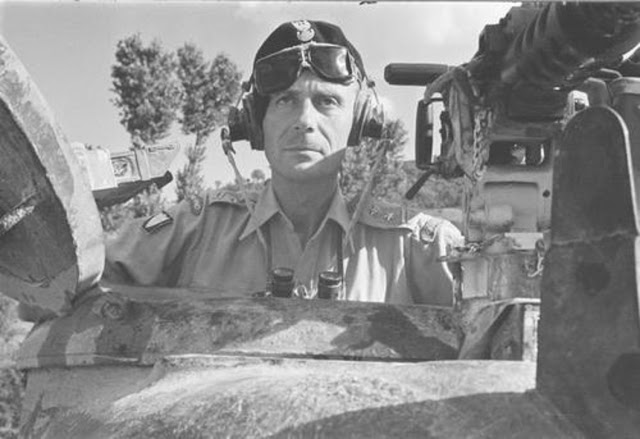
Władysław Bobiński w wieży czołgu podczas bitwy o Piedimonte

Władysław Bobiński (ur. 4 lipca 1901 w Marianówce, zm. 18 lutego 1975 w Londynie) – pułkownik kawalerii Wojska Polskiego II RP i Polskich Sił Zbrojnych, w 1964 r. mianowany generałem brygady przez gen. Władysława Andersa.

## Życiorys
Władysław Bobiński urodził się 4 lipca 1901 roku w Marianówce, w powiecie berdyczowskim, ówczesnej guberni kijowskiej.
Od października 1917 roku do maja 1918 roku służył ochotniczo w oddziałach jazdy III, a później II Korpusu Polskiego w Rosji oraz był członkiem Polskiej Organizacji Wojskowej w Kijowie. W latach 1918–1920 walczył jako podchorąży w szeregach 5 pułku ułanów zasławskich.
Na stopień podporucznika został mianowany ze starszeństwem z dniem 1 sierpnia 1921 roku, a na stopień porucznika ze starszeństwem z dniem 1 października 1922 roku w korpusie oficerów jazdy. W latach 1921–1939 pełnił służbę w 15 pułku ułanów poznańskich w Poznaniu. 15 sierpnia 1923 ze stanowiska oficera ordynansowego dowódcy VII Brygady Jazdy został przydzielony do macierzystego pułku. 17 grudnia 1931 roku został mianowany rotmistrzem ze starszeństwem z dniem 1 stycznia 1932 roku i 17. lokatą w korpusie oficerów kawalerii. Był długoletnim dowódcą 4 szwadronu, który pełnił rolę pułkowej szkoły podoficerskiej. Na stopień majora został mianowany ze starszeństwem z dniem 19 marca 1939 roku i 22. lokatą w korpusie oficerów kawalerii. 6 lipca 1939 roku objął obowiązki oficera mobilizacyjnego pułku, a trzy dni później w Wilnie, podczas konnego biegu wojskowego uległ ciężkiemu wypadkowi.
W czasie kampanii wrześniowej dowodził rejonem etapowym Łuck w grupie gen. Skuratowicza. Ranny w czasie bombardowania Lublina. Po zakończeniu działań wojennych przedostał się do Francji. Przyjęty został do Wojska Polskiego i przydzielony do Biura Personalnego Ministerstwa Spraw Wojskowych w Paryżu. Od maja 1940 r. do sierpnia 1943 r. dowodził dywizjonem ułanów Brygady Strzelców Karpackich, 5 lutego 1941 r. przemianowanym na pułk ułanów karpackich z którym walczył pod Tobrukiem.  W 1941 odbył szkolenie w brytyjskiej Szkole Pancernej w Abbassia w Egipcie. 3 maja 1943 roku został awansowany do stopnia podpułkownika. 14 maja tego roku został przeniesiony na stanowisko oficera sztabowego do zleceń dowódcy Armii Polskiej na Wschodzie.
W grudniu 1943 roku wyznaczony został na stanowisko zastępcy dowódcy 2 Brygady Czołgów. 19 września 1944 roku Naczelny Wódz mianował go z dniem 7 września 1944 roku na stopień pułkownika „za czyny bojowe”. Od grudnia tego roku do grudnia 1946 roku pełnił obowiązki dowódcy 3/14 Wielkopolskiej Brygady Pancernej w Egipcie, we Włoszech i Wielkiej Brytanii.
Podkomendnym Bobińskiego był polski as pancerny Bohdan Tymieniecki, do którego wspomnień zatytułowanych Na imię jej było Lily generał napisał przedmowę. Tymieniecki krytycznie nastawiony do większości przełożonych, pod którymi przyszło mu służyć, w swojej książce wielokrotnie wspomina Bobińskiego przedstawiając go jako świetnego dowódcę.
Po demobilizacji osiedlił się w Paryżu.
Naczelny Wódz generał broni Władysław Anders mianował go generałem brygady ze starszeństwem z dniem 1 stycznia 1964 roku w korpusie generałów.
Zmarł 18 lutego 1975 roku w Londynie. Został pochowany na Cmentarzu South Ealing w Londynie.

## Ordery i odznaczenia
- Krzyż Złoty Orderu Wojennego Virtuti Militari[10]
- Krzyż Srebrny Orderu Wojennego Virtuti Militari[10]
- Krzyż Walecznych (ośmiokrotnie: czterokrotnie w 1920 i czterokrotnie w latach 1940–45[11][12][13])
- Złoty Krzyż Zasługi z Mieczami[10]
- Medal Wojska[10]
- Złoty Krzyż Zasługi[10]
- Srebrny Krzyż Zasługi (10 listopada 1928)[14]
- Medal Pamiątkowy za Wojnę 1918–1921[10]
- Medal Dziesięciolecia Odzyskanej Niepodległości[10]
- Srebrny Medal za Długoletnią Służbę[10]
- Krzyż Pamiątkowy Monte Cassino[10]
- Odznaka za Rany i Kontuzje (dwukrotnie)[10]
- Oficer Legii Zasługi (USA)[10][11][15]
- Komandor Orderu Korony Włoch (Włochy)[10]
- Krzyż Wojenny za Męstwo Wojskowe (Włochy)[10]
- Order Wybitnej Służby (Wielka Brytania)[10][11]
- Oficer Orderu Imperium Brytyjskiego (Wielka Brytania)[10][11]
- Gwiazda 1939–1945 (Wielka Brytania)[10]
- Gwiazda Afryki (Wielka Brytania)[10]
- Gwiazda Italii (Wielka Brytania)[10]